# Jurata (osada)
Jurata (niem. Helaheide) – osada nadmorska w Polsce, w woj. pomorskim, w powiecie puckim, w gminie Jastarnia. Dawniej część miasta Jastarnia, położona na Mierzei Helskiej, nad Morzem Bałtyckim. Kurort wypoczynkowy z letnim kąpieliskiem morskim.
1 stycznia 2017 r. Jastarnia zmieniła charakter z gminy miejskiej na miejsko-wiejską przez wyłączenie z jej granic Juraty i Kuźnicy z Syberią.

## Nazwa

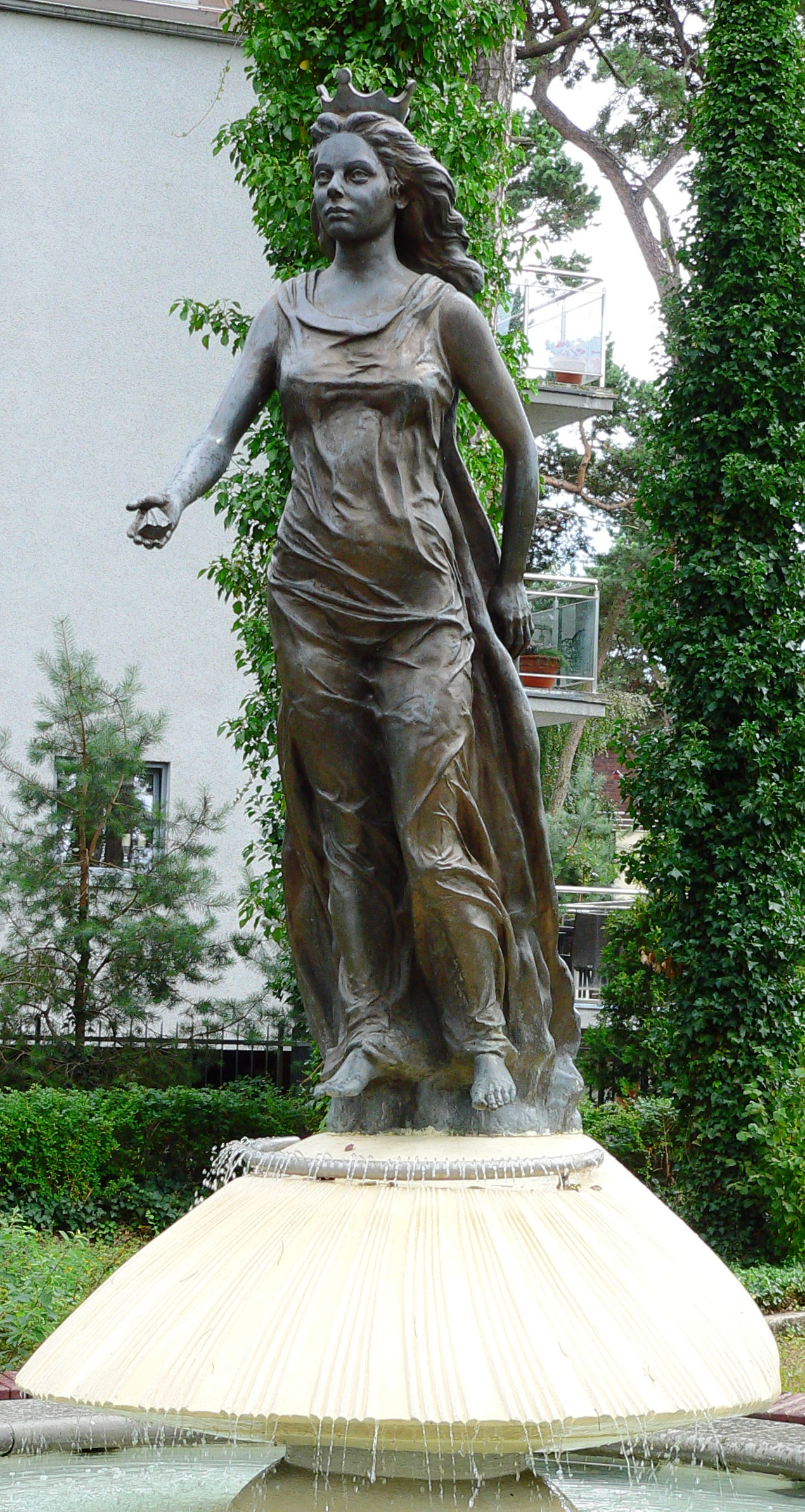
Pomnik bogini Juraty

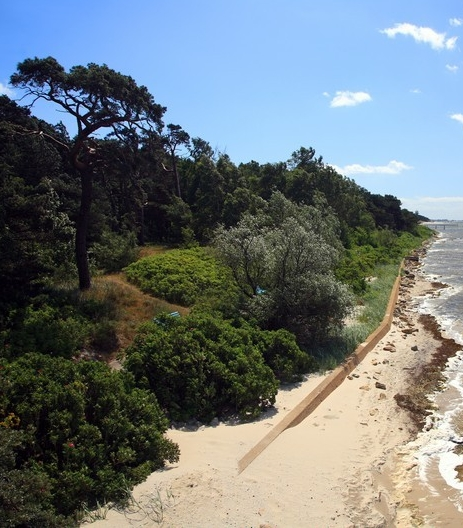
Plaża w Juracie od strony Zatoki Puckiej

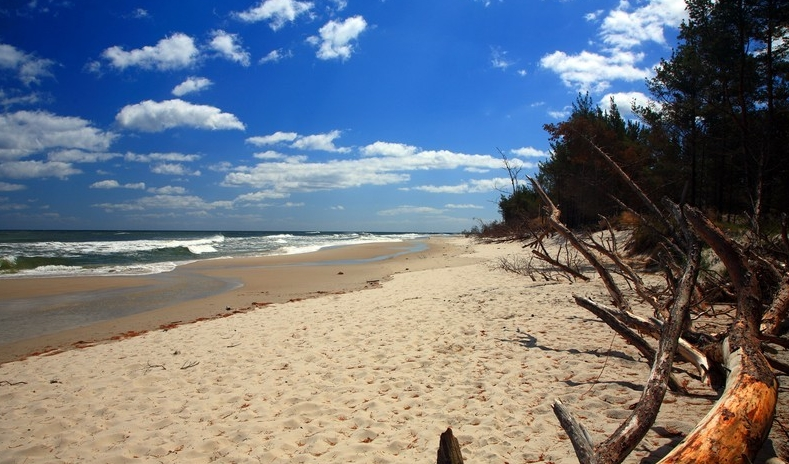
Plaża w Juracie

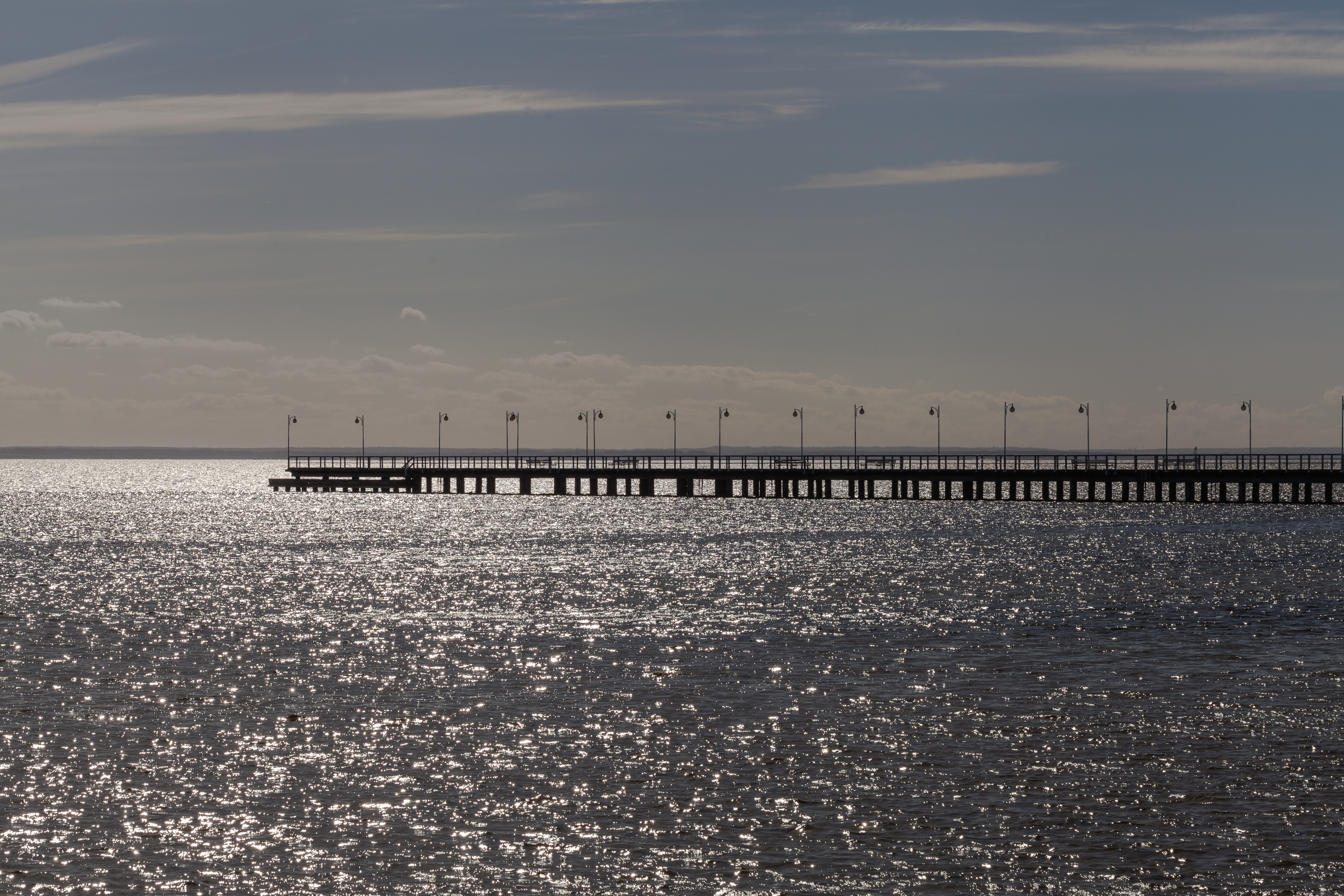
Molo

Nazwa Jurata pochodzi od rzekomej litewskiej bogini mórz Jūratė, najstarszej z syren i najpiękniejszej ze wszystkich bogini. Legenda (która, według badaczy folkloru litewskiego, raczej jest owocem literatury romantycznej) głosi, iż zakochała się ona, wbrew woli ojca, w ubogim rybaku imieniem Kastytis. Spotkała ją za to kara – jej podwodny bursztynowy pałac przez naczelnego boga Perkuna został roztrzaskany na kawałki, a jego okruchy – zaschnięte łzy syreny po zabitym ukochanym – do dziś odnaleźć można na brzegu morza.

## Historia
W 1923 r. spółka akcyjna Lasmet wydzierżawiła od Lasów Państwowych 180 ha w celu zorganizowania kurortu. Od momentu założenia, w 1928 r., Jurata stała się miejscem wakacyjnych spotkań elit finansowych, intelektualnych i artystycznych z całego kraju. Na kupno domu w Juracie stać było nielicznych, kosztowały one od 18 tys. zł wzwyż. Prawdopodobnie w Juracie Wojciech Kossak namalował swoje dzieła: Zaślubiny Polski z morzem i Na straży polskiego morza. W tym samym czasie mieszkały i tworzyły również jego córki: Maria Pawlikowska-Jasnorzewska i Magdalena Samozwaniec. Wówczas powstało w Juracie wiele hoteli i pensjonatów oraz luksusowych domków. Innym malarzem, który był częstym gościem w Juracie był Mieczysław Lurczyński. Razem z Kossakiem wystawiał swoje obrazy w galerii u innego artysty, Poznańskiego, w jego willi przy ul. Międzymorze 3. Sama willa jest typowym przykładem modernistycznej architektury z lat 30. XX wieku.
Jedną z pierwszych inwestycji spółki Lasmet był elegancki dworzec PKP z kawiarnią, bocznica kolejową i dwustumetrowym peronem, który był gotowy w 1929 r.
Pierwszy sezon turystyczny w Juracie rozpoczął się latem 1931 r., a w broszurze informacyjnej wydanej z tej okazji napisano: „(...) stała temperatura jest w tej miejscowości jest o wiele łagodniejsza, wobec przykrycia lasów, chroniących przed wiatrem, niż to ma miejsce w Gdyni i nawet w Warszawie, oraz na całym wybrzeżu morskim. Jeszcze większa różnica na korzyść Juraty daje się zauważyć pod względem ilości dni słonecznych o wysokiej insolacji.”
Po II wojnie światowej Jurata zachowała swój letniskowy charakter. W latach 1960–1975 wybudowano tu wiele ośrodków zakładowych, resortowych i związkowych, w tym samym okresie powstało również drewniane molo spacerowe prowadzące w głąb wyjątkowo w tym miejscu płytkiej Zatoki Puckiej.
W 2021r. Jurata obchodziła 90. jubileusz istnienia. Z tej okazji na molo zorganizowano uroczystości podczas których odbył się recital Tomasza Stockingera, gościnny występ Ireny Santor oraz pokaz mody Doroty Goldpoint.

## Zabytki
- ul. Kasztanowa 1, Pensjonat Automobilklubu, lata 30. XX
- ul. Kasztanowa 9, willa „Tamara”, lata 30. XX
- ul. Mestwina 22, dom letni, lata 30. XX
- ul. Mestwina 39, dom letni, 1933-1934 r.
- ul. Mestwina 62, dom letni, ok. 1930 r.
- ul. Mestwina 64, willa, lata 30. XX
- ul. Mestwina 66, dom letni, 1935-1936 r.
- ul. Mestwina 68, dom letni, 1932 r.
- ul. Międzymorze 3, pensjonat
- ul. Międzymorze 12, dom letni, lata 30. XX
- ul. Ratibora 3, dom letni, lata 30. XX
- ul. Ratibora 7, Pensjonat „Bałtyk”, lata 30. XX
- ul. Ratibora 15, Pensjonat „Bargina”, ob. „Zatoka”, lata 30. XX
- ul. Ratibora 16, Pensjonat „Helunia”, ok. 1936 r.
- ul. Ratibora 25, dom letni, lata 30. XX
- ul. Ratibora 30, dom letni, lata 30. XX
- ul. Ratibora 39, willa „Zofia”, lata 30. XX
- ul. Ratibora 42, willa „Jola”, ob. posterunek policji, lata 30. XX
- ul. Świętopełka 2, Pensjonat „Hungaria”, ok. 1935 r.
- ul. Świętopełka 5, dom letni, ok. 1935 r.
- ul. Świętopełka 7, Pensjonat „Rodzina Urzędnicza”, ob. Hotel „Fregata”, lata 30. XX
- ul. Wojska Polskiego 8, Pensjonat „Wielkopolanka”, 1935-1938 r., ob. rozbudowany
- ul. Wojska Polskiego 17, Pensjonat „Florida”, lata 30. XX
- ul. Wojska Polskiego 18, budynek poczty, lata 30. XX, ob. zmodernizowany
- ul. Wojska Polskiego 20, Hotel „Lido”, 1932-1933 r.
- ul. Wojska Polskiego 28, dom letni „Biedronka”, lata 30. XX
- pensjonat „Mrozik” w stylu modernistycznym z lat 30. XX wieku

## Infrastruktura
Przez Juratę przebiega linia kolejowa łącząca Hel z Gdynią.
W osadzie znajdują się liczne domy wypoczynkowe i hotele. Linia kolejowa została wybudowana na Półwyspie Helskim w latach 1922–1923. Dwa lata później, w 1935 r. powstała tu asfaltowa szosa.
W Juracie znajduje się przystanek kolejowy i autobusowy, posterunek policji oraz kościół parafialny pw. Matki Boskiej Nieustającej Pomocy.
W bezpośrednim sąsiedztwie Juraty, na obszarze Helu znajduje się rezydencja wypoczynkowa prezydenta RP, którą często błędnie postrzega się jako zlokalizowaną w Juracie. Kompleks mieści się po południowej stronie Półwyspu Helskiego i korzysta jedynie z mediów doprowadzonych z Juraty.
Zorganizowano tu letnie kąpielisko morskie Jurata „Międzymorze” – z wejściem na plażę nr 60 od ul. Międzymorze, obejmujące 100 m linii brzegowej.
W Juracie znajdują się dwie plaże – szersza piaszczysta plaża nad otwartym morzem, druga od strony Zatoki Puckiej, gdzie znajduje się promenada i z której korzystają głównie osoby uprawiające sporty wodne.

## Jurata w kulturze
1. Jurata została osławiona piosenką wykonywaną przez Irenę Santor „Już nie ma dzikich plaż”. Autorem tekstu jest Krzysztof Logan-Tomaszewski, natomiast melodię skomponował Ryszard Szeremeta[19].
2. Klimat Juraty został ujęty w piosence Zbigniewa Wodeckiego „Jurata w deszcz”. Autorem tekstu jest Jan Wołek, muzykę skomponował Zbigniew Wodecki[20].
3. Nazwa miejscowości znalazła się w słowach utworu muzycznego "Dziewczyny lubią brąz"[21], opracowanych przez Jacka Cygana. Autorem melodii i wykonawcą piosenki był Ryszard Rynkowskii[22].
4. W 2002 r. prezentujący muzykę Disco Polo zespół Junior ułożył piosenkę „Jurata”. Tekst napisany został przez Marcina Siegieńczuka, melodię skomponowali Tomasz Sidoruk i Rafał Królik[20].
5. W 2019 r. powstała piosenka wykonywana przez Annę Wyszkoni „Księżyc nad Juratą”. Słowa do piosenki opracował Andrzej Mogielnicki, a melodię Jan Borysewicz[23].